# Siège de Dongrae
Guerre Imjin
Le siège de Dongrae est une des premières batailles de la guerre Imjin (1592–1597).

## Contexte
Après la chute de Busan, l'armée japonaise doit sécuriser sa tête de pont car quelques kilomètres au nord de Busan se trouve la forteresse de Dongrae, type de château particulier situé dans une position très forte au sommet d'une colline et qui domine la principale route au nord vers Hanseong.

## Siège de Dongrae
Après s'être reposée pendant une nuit à Busan, la première division se met en route à 6h00 le lendemain matin, marche autour de la baie sans délai et commence l'attaque sur Dongrae deux heures plus tard. Son préfet, Song Sang- hyeon, rassemble à la hâte tous les villageois et ce qu'il peut trouver comme soldats tel que Jo Yeong Gyu, le magistrat de Yangsan. Dès que les Japonais ont fini d'investir sur 5 lignes la forteresse qui l'entoure, d'autres troupes se rassemblent sur les champs voisins, prêtes à donner l'assaut. Le préfet prend ses fonctions à l'étage supérieur de la grande porte de la forteresse où, conformément à la coutume coréenne, il frappe sur un grand tambour et exhorte ses soldats à la lutte. Comme il l'a déjà fait à Busan, Konishi Yukinaga présente les demandes japonaises par un message dont la teneur est : « Combattez si vous voulez, ou nous laisser-nous passer », afin d'obtenir une route libre vers la Chine. Cette demande est de nouveau rejetée par le préfet avec ces mots : « Il est facile pour moi de mourir, mais difficile de vous laisser passer ». Konishi Yukinaga mene alors personnellement l'attaque contre Dongrae au cours de la 15e journée du quatrième mois, et ordonne que le préfet soit capturé vivant.

## La bataille
Après Busan, pour la deuxième fois les remparts d'un château coréen sont balayés par les balles. Même si les hommes que dirigent Song Sang-hyeon sont plutôt mal équipés et mal entraînés, les défenseurs combattent pendant huit heures avant que l'ennemi ne pénètre la forteresse. Un assaut a lieu et au moins 3 000 défenseurs sont abattus, mais seulement après un dernier combat de douze heures.
Lorsque Yi Gak, le prudent, et le général Bak Hong qui est avec lui, apprennent la chute de Dongrae, ils s'enfuient et leurs forces font de même. Après la chute de Dongrae, de nombreuses populations sont tuées dans un massacre semblable à ce qui est arrivé à Busan.

## Postérité
Avec la chute de Dongrae, les Japonais ont sécurisé leur tête de pont et la route vers le nord est dégagée. Les forteresses de Busan et Dongrae sont rapidement pourvues d'une garnison et le port de Busan commence à fournir une étape sûre et presque sans partage où débarquent plus de 100 000 soldats japonais avec leurs équipements, les chevaux et les fournitures au cours du mois qui suit.

## Légende
Le général japonais est tellement impressionné par la bravoure de ce préfet qu'il fait enterrer son corps décemment et ériger sur sa tombe un monument en bois sur lequel est écrit « Loyal sujet ».
Le calme défi de Song Sang-hyeon devient une légende en Corée et dans le sanctuaire Chungnyolsa situé au pied de la colline du château de Dongrae, où il est honoré à côté de Chong Pal et Yun Heung-sin, se trouve une peinture spectaculaire de lui assis, impassible dans son fauteuil tandis qu'approchent les féroces Japonais.

## Source de la traduction
- (en) Cet article est partiellement ou en totalité issu de l’article de Wikipédia en anglais intitulé « Siege of Dongrae » (voir la liste des auteurs).